# Felipe Bardi
Ne doit pas être confondu avec Felipe dos Santos.
Felipe Bardi dos Santos (né le 8 octobre 1998) est un athlète brésilien, spécialiste du sprint, détenteur du record d'Amérique du Sud du 100 m.

## Carrière
Il court le 100 m en 10 s 27 le 9 juin 2017 à São Bernardo do Campo. Il remporte le relais 4 x 100 m lors des Championnats continentaux de 2017.
Il remporte la médaille d'argent sur 100 m lors des Championnats d'Amérique du Sud d'athlétisme 2019 à Lima.
Le 9 septembre 2023, à São Bernardo do Campo, il bat d'un centième le record du Brésil du 100 m, que détenait Erik Cardoso en 9 s 97 depuis le mois de juillet, en 9 s 96 (+ 1,0 m/s). C'est depuis le 27 mai 2024 le record d'Amérique du Sud à la suite de la disqualification pour dopage de l'ancien détenteur, Issam Asinga[réf. souhaitée].

## Palmarès
| Date | Compétition                    | Lieu      | Résultat | Épreuve   | Temps   |
| ---- | ------------------------------ | --------- | -------- | --------- | ------- |
| 2017 | Championnats d'Amérique du Sud | Luque     | 3e       | 100 m     | 10 s 29 |
| 2017 | Championnats d'Amérique du Sud | Luque     | 1er      | 4 × 100 m | 39 s 47 |
| 2019 | Championnats d'Amérique du Sud | Lima      | 2e       | 100 m     | 10 s 43 |
| 2021 | Championnats d'Amérique du Sud | Guayaquil | 1er      | 100 m     | 10 s 10 |
| 2021 | Championnats d'Amérique du Sud | Guayaquil | 1er      | 200 m     | 20 s 49 |
| 2021 | Championnats d'Amérique du Sud | Guayaquil | 1er      | 4 × 100 m | 39 s 10 |
| 2022 | Championnats ibéro-américains  | La Nucia  | 2e       | 100 m     | 10 s 26 |
| 2022 | Championnats ibéro-américains  | La Nucia  | 3e       | 4 × 100 m | 39 s 32 |
| 2023 | Championnats d'Amérique du Sud | São Paulo | 1er      | 4 × 100 m | 38 s 70 |
| 2023 | Championnats du monde          | Budapest  | finale   | 4 × 100 m | DQ      |
| 2023 | Jeux panaméricains             | Santiago  | 1er      | 4 × 100 m | 38 s 68 |
| 2023 | Jeux panaméricains             | Santiago  | 2e       | 100 m     | 10 s 31 |
| 2024 | Championnats ibéro-américains  | Cuiabá    | 1er      | 100 m     | 10 s 14 |
| 2024 | Championnats ibéro-américains  | Cuiabá    | 1er      | 4 × 100 m | 39 s 19 |

## Records
| Épreuve    | Temps       | Lieu                  | Date             |
| ---------- | ----------- | --------------------- | ---------------- |
| 100 mètres | 9 s 96 (AR) | São Bernardo do Campo | 9 septembre 2023 |
| 200 mètres | 20 s 44     | Azusa                 | 15 mai 2021      |